# Черногрязка (Болховский район)
Черногрязка — деревня в Болховском районе Орловской области России. Входит в состав Однолуцкого сельского поселения.

## География
Деревня находится в северной части Орловской области, в лесостепной зоне, в пределах центральной части Среднерусской возвышенности, на расстоянии примерно 4 километров (по прямой) к юго-востоку от города Болхова, административного центра района. Абсолютная высота — 228 метров над уровнем моря.
Часовой пояс
Деревня Черногрязка, как и вся Орловская область, находится в часовой зоне МСК (московское время). Смещение применяемого времени относительно UTC составляет +3:00.

## Население
| 2002 | 2010 |
| ---- | ---- |
| 361  | ↘359 |

Половой состав
По данным Всероссийской переписи населения 2010 года в гендерной структуре населения мужчины составляли 48,5 %, женщины — соответственно 51,5 %.
Национальный состав
Согласно результатам переписи 2002 года, в национальной структуре населения русские составляли 100 % из 361 чел.

## Транспорт
Через деревню проходит автодорога Р92.

## Улицы
Уличная сеть деревни состоит из восьми улиц.